# Валенсия
Вижте пояснителната страница за други значения на Валенсия.
Валѐнсия (на испански: Valencia; на : Valéncia) е град в Испания, столица на автономна област Валенсия и провинция Валенсия. Това е третият по население град в Испания (след Мадрид и Барселона) с 801 456 жители (2021). Разположен е при вливането на река Турия в Средиземно море.

## Наименование
Оригиналното латинско име на града е Valentia (/wa'lentia/валентия), което означава „сила“, „мощ“, „енергия“, като градът е именуван по името на император Валент, по чиято заповед е основана новата колония в Хиспания, за която се грижи по-късно император Теодосий I. По време на Мюсюлманската империя в Испания градът се е наричал „Балансия“ (на арабски: بلنسية).
По правилна звукова промяна става „Балентхия“ в кастилския испански и Валенсия на валенсиански испански.

## История
Градът е основан от римляните през 137 г. пр.н.е. под името Валентия на мястото на старо иберийско селище. Валенсия е завладяна от вестготите, а след това от маврите. През 1094 г. е превзет от арагонски войски, водени от Ел Сид, но през 1102 г. Алморавидите си го връщат. Арагонският крал Хайме I Арагонски го превзема отново през 1238 г. и го включва в новосъздаденото Кралство Валенсия.
През 15-16 век Валенсия е важно пристанище на Средиземно море. Там е основана първата печатница на Пиренейския полуостров и около 1478 г. е отпечатан превод на Библията на валенсиански език. Валенсиански банкери отпускат заеми на кралица Исабела, за да финансира пътуването на Христофор Колумб през 1492 г.
На 24 януари 1706 г., по време на Войната за испанското наследство, малобройна английска военна част, водена от Чарлз Мордаунт, превзема Валенсия и отблъсква армията на Бурбоните. Англичаните задържат града в продължение на 16 месеца, отблъсквайки неколкократните опити на испанците да си го върнат. Те отстъпват едва след победата на Бурбоните в битката при Алманса през април 1707 г.
По време на Испанската гражданска война, след падането на Мадрид столицата на Републиката е преместена във Валенсия. Градът е подложен на тежка обсада от националистите.
В катедралата на Валенсия се пази това, което някои католици вярват, че е „Свещения Граал“, донесен от Йерусалим. Той е поставен в специален олтар и може да бъде видян от всеки посетител.

## Икономика
От 90-те години на XX век Валенсия преживява период на икономически растеж, в основата на който са туризмът и строителството. Пристанището на Валенсия обработва около 20% от износа на Испания, главно хранителни стоки, мебели, керамика, текстил и черни метали. Основните промишлени сектори в града са селското стопанство, автомобилостроене, металургията, химическата промишленост, текстилната промишленост, корабостроенето и пивоварната промишленост. В близост до града е фабриката за производство на автомобили на марката „Форд“. Валенсия е известна в света и със своето производство на цитрусови плодове, като портокалите носят дори името „Валенсиана“ (esp. „Valenciana“).
В първите години на XXI век по проект на арх. Сантяго Калатрава със съществената помощ и инвестиции на общинската власт е изграден може би най-забележителния в Европа „Артистичен и природонаучен парк“, привличащ хиляди туристи от Европа и целия свят за гордост на гражданите.

## Демографско развитие
Във Валенсия, освен официалния кастилски език на Испания се говори и местния език валенсиански, който е приет като официален език на ЕС. Изучава се като задължителен предмет в училищата, като и голяма част от разказвателните предмети се изучават на валенсиански.
| Население | 103 918 | 137 960 | 165 466 | 192 569 | 213 550 | 233 348 | 251 258 | 320 195 | 450 756 | 509 075 |
|           | 1960    | 1970    | 1981    | 1991    | 1996    | 2001    | 2003    | 2004    | 2005    | 2006    |
| Население | 505 066 | 653 690 | 751 734 | 777 427 | 738 441 | 750 476 | 782 846 | 790 754 | 797 291 | 805 304 |

## Климат
Валенсия има субтропичен средиземноморски климат с кратка, мека зима и дълго, горещо лято.
| Климатични данни за Валенсия              | Климатични данни за Валенсия | Климатични данни за Валенсия | Климатични данни за Валенсия | Климатични данни за Валенсия | Климатични данни за Валенсия | Климатични данни за Валенсия | Климатични данни за Валенсия | Климатични данни за Валенсия | Климатични данни за Валенсия | Климатични данни за Валенсия | Климатични данни за Валенсия | Климатични данни за Валенсия | Климатични данни за Валенсия |
| Месеци                                    | яну.                         | фев.                         | март                         | апр.                         | май                          | юни                          | юли                          | авг.                         | сеп.                         | окт.                         | ное.                         | дек.                         | Годишно                      |
| Средни максимални температури (°C)        | 16,5                         | 17,3                         | 19,6                         | 20,8                         | 23,4                         | 27,1                         | 29,7                         | 30,2                         | 27,9                         | 24,3                         | 19,8                         | 17,0                         | 22,8                         |
| Средни температури (°C)                   | 11,9                         | 12,7                         | 14,6                         | 16,2                         | 19,0                         | 22,9                         | 25,6                         | 26,1                         | 23,5                         | 19,7                         | 15,3                         | 12,6                         | 18,4                         |
| Средни минимални температури (°C)         | 7,1                          | 7,8                          | 9,7                          | 11,5                         | 14,6                         | 18,6                         | 21,5                         | 21,9                         | 19,1                         | 15,2                         | 10,8                         | 8,1                          | 13,8                         |
| Средни месечни валежи (mm)                | 37                           | 36                           | 33                           | 38                           | 39                           | 22                           | 8                            | 20                           | 70                           | 77                           | 47                           | 48                           | 475                          |
| Средно количество слънчеви часове         | 171                          | 171                          | 215                          | 234                          | 259                          | 276                          | 315                          | 288                          | 235                          | 202                          | 167                          | 155                          | 2696                         |
| ----------------------------------------- | ---------------------------- | ---------------------------- | ---------------------------- | ---------------------------- | ---------------------------- | ---------------------------- | ---------------------------- | ---------------------------- | ---------------------------- | ---------------------------- | ---------------------------- | ---------------------------- | ---------------------------- |
| Източник: Agencia Estatal de Meteorología |                              |                              |                              |                              |                              |                              |                              |                              |                              |                              |                              |                              |                              |

## Спорт
- Футбол

Валенсия е представена в испанската първа футболна дивизия чрез отборите си ФК Валенсия и ФК Леванте.
- Ветроходство

През 2007 г. в средиземноморските води край града се състои тридесет и втората регата Купа Америка (America’s Cup/Америкас Къп). Специално за събитието част от пристанището е изместена, като на нейно място е създадена модерна яхтена марина с възможност за акостиране на презокеански лайнери.
- Мотоспорт

Близо до Валенсия се намира пистата на областта Валенсия „Рикардо Тормо“ (на испански: Circuit de la Comunitat Valenciana Ricardo Tormo). Освен тренеровъчни и изпитателни обиколки на пилоти и отбори като Скудерия Торо Росо или Макларън-Мерцедес тук могат да се наблюдават и различни национални и международни състезания от авто- и мотоспорта. През август 2008 г. в новоизграденото яхтено пристанище Купа Америка, специално за Формула 1 по подобие на Монте Карло, се изгражда градска писта (виж Валенсия (градска писта)), на която се провежда състезанието за Голямата награда на Европа за 2008 г.

## Събития
Ежегодно в началото на месец март (от 15 до 19 март – деня на Св. Йосиф) във Валенсия започва уникалният празник – Фаи („Лас Фаяс“ на испански „Las Fallas“). Това е единственото време през годината, в което са разрешени пиратките – всеки гърми с каквото може и колкото може. Пет дни много музика (безспирни духови оркестри обикалят всички квартали на града от 8 ч. сутринта до 12 ч. вечерта), танци, цветя (прави се близо 10-метрова статуя на Дева Мария само от червени и бели рози и карамфили на площада пред катедралата), състезания – за най-оригинална Фаи, най-впечатляващо пиротехническо шоу (на испански: mascleta), най-ефектна заря и т.н., туристи и, разбира се, паеля. Las Fallas e конкурс на огромни скулптури, символизиращи различните човешки пороци, които се изгарят в последната нощ на празника (19 март). Тези скулптури са разположени пред La Falla – клуб, в който се събират los falleros през цялата година. През последните два дни от празника всички участници falleros участват в ofrenda – ходейки пеша от своите квартали, придружени от духова музика и носейки цветя (жените носят букети от бели, червени или розови карамфили), се отправят към Катедралата на Валенсия, за да се поклонят пред статуята на Дева Мария с младенеца. С поднесените букети се прави наметалото на светицата. Поради големия брой falleros, ofrenda продължава два дни.

## Известни личности
Родени във Валенсия
- Луис Гарсия Берланга (1921 – 2010), режисьор
- Хуан Луис Вивес (1493 – 1540), философ
- Лола Гаос (1921 – 1993), актриса
- Висенте Бласко Ибанес (1867 – 1928), писател
- Сантяго Калатрава (р. 1951), архитект
- Томас Сеговия (1927 – 2011), мексикански поет
- Висент Ферер (1350 – 1419), философ

Починали във Валенсия
- Андре Делво (1926 – 2002), белгийски режисьор

Други личности, свързани с Валенсия
- Хуан де Хуанес, испански художник
- Джони Реп (р. 1951), нидерландски футболист, работи в града през 1975 – 1977 г.

## Галерия
- Лонха де ла Седа
- Базиликата Вирхен де лос Десампарадос
- Micalet
- Катедралата на Валенсия
- Дворец на маркиз Де Дос Агилес
- L'Hemisfèric, 3D кино
- Умбракълът
- Музей на науката „Принц Филип“
- Градът на изкуствата и науките
- Приготвяне на паея на улицата

## Побратимени градове
- Аликанте, Испания
- Болоня, Италия от 29 юни 1979 г.
- Бургос, Испания от 29 юни 1979 г.
- Валенсия, Венецуела от 20 март 1982 г.
- Веракрус, Мексико от 26 септември 1984 г.
- Кастельон де ла Плана, Испания
- Крайова, Румъния
- Лексингтън, САЩ
- Магдебург, Германия
- Майнц, Германия от 4 август 1978 г.
- Мурсия, Испания
- Одеса, Украйна от 13 май 1982 г.
- Попаян, Колумбия
- Сакраменто, САЩ от 29 юни 1989 г.
- Смирна, Турция
- Хатива, Испания